# Menjamel dorsiverd
El menjamel dorsiverd (Glycichaera fallax) és un ocell de la família dels melifàgids (Meliphagidae) i única espècie del gènere Glycichaera Salvadori, 1878

## Hàbitat i distribució
Habita els boscos de les illes Aru, Waigeo, Misool, nord-oest, centre i est de Nova Guinea i nord-est d'Austràlia, al nord-est de Queensland.